# نیکولای مارگوویچ
نیکولای مارگوویچ (اوکراینی: Микола Андрійович Маркевич؛ ۲۶ ژانویهٔ ۱۸۰۴ – ۹ ژوئن ۱۸۶۰) انسان‌شناس، تاریخ‌نگار، آهنگساز، فرهنگ عامه‌شناس، شاعر، و موسیقی‌دان اهل امپراتوری روسیه بود.